# 詩乃優花
詩乃 優花（しの ゆか、1965年4月26日 - ）は、日本の女優・声優。元宝塚歌劇団花組の娘役。
大阪府堺市、府立泉北高等学校出身。身長160cm。血液型A型。愛称は「さっちゃん」、「さっちん」。
所属事務所はフレンドシッププロモーション。

## 来歴
1982年、宝塚音楽学校入学。
1984年、宝塚歌劇団に70期生として入団。入団時の成績は5番。雪組公演「風と共に去りぬ」で初舞台。その後、花組に配属。
1998年10月5日、真矢みき・千ほさちトップコンビ退団公演となる「SPEAKEASY／スナイパー」東京公演千秋楽をもって、宝塚歌劇団を退団。
退団後は女優・声優として幅広く活動している。

## 宝塚歌劇団時代の主な舞台

### 初舞台
- 1984年3 - 5月、雪組『風と共に去りぬ』（宝塚大劇場のみ）

### 花組時代
- 1985年9月 テンダー・グリーン新人公演：ナーヴ（本役：青柳有紀）アンドロジェニ
- 1986年1月 微風のマドリガル新人公演：ドンニャ・マチルデ（本役：ひびき美都）メモリアール・ド・パリ
- 1986年3月 不思議なカーニバル（バウ）新人公演：ミーメ（本役：桜木星子）
- 1986年5月 散る花よ、風の囁きを聞け（バウ）おみつ
- 1987年2月 遥かなる旅路の果てに新人公演：アーニャ（本役：水原環）ショー・アップ・ショー
- 1987年4月 ドリームズ・オブ・ドリームズ（バウ）
- 1987年8月 あの日薔薇一輪ビッキー、新人公演：シンディ（本役：峰丘奈知）ザ・レビュースコープ
- 1987年10月 あかねに燃ゆる君（バウ）朧
- 1988年2月 ベルベット・カラー（バウ）ロロ
- 1988年3月 キス・ミー・ケイト新人公演：ドロシー（本役：峰丘奈知）
- 1988年5月 タイム・アダージオ（バウ・東京特別）ハイ・スピリット
- 1988年9月 宝塚をどり讃歌'88フォーエバー!タカラヅカ
- 1989年1月 会議は踊る新人公演：エヴァ・コナルスキー伯爵夫人（本役：峰丘奈知）ザ・ゲーム
- 1989年6月 ロマノフの宝石新人公演：マリア（本役：峰丘奈知）ジダン・デ・ジタン
- 1989年10月 宝塚をどり讃歌フォーエバー!タカラヅカ（ニューヨーク公演）
- 1990年2月 ロマノフの宝石イザベルジダン・デ・ジタン（中日劇場）
- 1990年3月 ベルサイユのばら - フェルゼン編 - 新人公演：ロザリー（本役：峰丘奈知）
- 1990年5月 美しき野獣（バウ・東京特別・名古屋特別）シンガー
- 1991年8月 ディーン（バウ・東京特別）アイリーン
- 1992年2月 白扇花集スパルタカスレイチェル
- 1992年4月 小さな花がひらいたおゆう ジャンクション24（全国ツアー）
- 1992年11月 TAKARAZUKA“夢”（ニューヨーク・バウ）
- 1993年2月 メランコリック・ジゴロルシル ラ・ノーバ
- 1993年4月 ル・グラン・モーヌ -失われし日々-（バウ）ヴァレンテーヌ
- 1993年8月 ベイ・シティ・ブルース ダイアナ イッツ・ア・ラブストーリー
- 1993年10月 ワン・タッチ・オブ・ヴィーナス（東京特別・バウ）モリー
- 1994年3月 ブラック・ジャック 危険な賭け ジョアン 火の鳥
- 1994年5月 たけくらべ（東京特別・バウ・名古屋特別）なつ、朗読
- 1994年9月 冬の嵐、ペテルブルグに死す ナターリア ハイパー・ステージ!
- 1995年1月 哀しみのコルドバメリッサ メガ・ヴィジョン -はてしなき幻想-
- 1995年2月 LAST DANCE（バウ）グラデェスカ
- 1995年6月 エデンの東 サラ ダンディズム!
- 1995年9月 紅はこべ キャサリン・セント・ジョーンズ メガ・ヴィジョン -はてしなき幻想-（全国ツアー）
- 1996年3月 HURRICANE （バウ・東京特別・名古屋特別）マリー
- 1996年6月 ハウ・トゥー・サクシード -努力しないで出世する方法- ヘディ・ラルー
- 1996年9月 エデンの東 ジョー ダンディズム!（全国ツアー）
- 1996年12月 RYOMA -硬派・坂本竜馬!II-（シアタードラマシティ）お蝶
- 1997年2月 失われた楽園 -ハリウッド・バビロン-ヘレン・ウッド サザンクロス・レビュー
- 1997年4月 風と共に去りぬ（全国ツアー）ベル・ワトリング
- 1997年8月 ザッツ・レビュー蔦次
- 1997年10月 白い朝（バウ・東京特別）おとよ
- 1998年5月 風の街の純情な悪党たち-ジェニー・ダイバー スナイパー -恋の狙撃者- 退団公演
- 1998年7月 真矢みきコンサートMIKI in BUDOKAN

## 宝塚歌劇団退団後の主な活動

### 舞台
- 葉っぱのフレディ〜いのちの旅〜
- 伯爵夫人の相続人（2011年）

### 声優
- おジャ魔女どれみシリーズ（春風はるか、春風ぽっぷ、エージェント魔女、たかしの母、保育士、女優）[3]
- 明日のナージャ（アメリア）
- 甲虫王者ムシキング 森の民の伝説（ピア）
- 出ましたっ!パワパフガールズZ（ケンの母）
- キャシャーン Sins（ジャニス、ヘレネ）
- も〜っと! おジャ魔女どれみ カエル石のひみつ（2001年、春風はるか）
- 魔女見習いをさがして（2020年、塾指導員）
- おジャ魔女どれみナ・イ・ショ（春風はるか）

## 受賞歴
- 1988年、『宝塚歌劇団年度賞』 - 1987年度努力賞[5]
- 1992年、『宝塚歌劇団年度賞』 - 1991年度努力賞[5]